# Neoclytus balteatus
Neoclytus balteatus är en skalbaggsart som beskrevs av Leconte 1873. Neoclytus balteatus ingår i släktet Neoclytus och familjen långhorningar. Inga underarter finns listade i Catalogue of Life.